# Paganoite
La paganoite è un minerale.

## Etimologia
Il nome è in onore dei mineralogisti amatoriali italiani Renato Pagano (1938-  ) e Adriana Pagano (1939- ), coniugi; la loro collezione supera i 13.000 esemplari.